# Conceito de essência feminina de transexualidade
No estudo da Incongruência de gênero, a ideia essencialista de essência feminina refere-se à proposta de que mulheres trans são mulheres presas em corpos masculinos. Esta ideia tem sido interpretada em muitos sentidos como mente, espírito, alma, personalidade feminina, etc., bem como em sentidos mais literais, como ter uma estrutura cerebral feminina; é também uma narrativa psicológica, ou seja, própria descrição de como algumas pessoas transexuais se veem, ou de como podem se retratar para se qualificarem para determinados tratamentos médicos. Esta é uma das visões que se tem sobre o assunto, mas existe todo um pensamento critico a ela.
De acordo com o sexólogo J. Michael Bailey e Kiira Triea, "a compreensão cultural predominante do transexual homem-mulher é que todos os transexuais(MtF) são, essencialmente, mulheres presas em corpos de homens". Eles renunciam a ideia, alegando que “A persistência da compreensão cultural predominante, embora explicável, é prejudicial para a ciência e para muitos transexuais”. De acordo com o sexólogo Ray Blanchard, "os transexuais aproveitaram esta frase como a única linguagem disponível para explicar a sua situação a si próprios e para comunicar os seus sentimentos aos outros. A maioria dos pacientes compreende muito bem que esta é uma das falas frequentes ,mas não são uma declaração literal de um fato e não são delirantes em nenhum sentido normal da palavra."
A ideia da essência feminina foi descrita sob vários nomes e não existe uma definição oficial e amplamente aceita. Foi chamada de narrativa da essência feminina por Alice Dreger em 2008, e de teoria da essência feminina por Ray Blanchard, que formulou o conceito em um conjunto de proposições lógicas. Outros nomes incluem síndrome de Harry Benjamin, em homenagem a um dos primeiros sexólogos cujos primeiros escritos sobre a natureza da transexualidade, juntamente com os do psiquiatra David O. Cauldwell, são citados favoravelmente pelos proponentes em apoio a esta ideia.
Esta ideia está associada, mas separada da teoria da transexualidade do sexo cerebral, que é uma crença sobre uma causa da transexualidade no neurodesenvolvimento. Os defensores da teoria do sexo cerebral da transexualidade fazem uma distinção entre "sexo cerebral" e "sexo anatômico". Alguns proponentes rejeitam o termo transexual, pois o prefixo trans implica que o seu verdadeiro sexo está a mudar, em vez de ser afirmado, com tratamentos como a cirurgia de redesignação sexual . Alguns proponentes se consideram intersexos em vez de transgêneros. Uma interpretação figurativa, envolvendo identidade de gênero mediada neurologicamente, foi apoiada historicamente por sexólogos pioneiros como Harry Benjamin .

## Descrição
A ideia da "essência feminina" antecede os estudos psicológicos modernos, e foi apoiada por alguns dos primeiros sexólogos, como Harry Benjamin ("o pai da palavra transexualismo"), que reviveu a ideia de Karl-Heinrich Ulrichs de que uma pessoa pode ter um " alma feminina presa em um corpo masculino."
Os pesquisadores modernos classificam a história comum contada pelas mulheres transexuais sobre si mesmas como uma narrativa psicológica e, portanto, referem-se a essa ideia como a "narrativa da essência feminina". Em seu livro The Man Who Would Be Queen, o sexólogo J. Michael Bailey dá estas afirmações como um exemplo prototípico da narrativa da essência feminina: "Desde que me lembro, sempre me senti como se fosse um membro do outro sexo. Eu me senti uma aberração com este corpo e detesto meu pênis. Devo fazer uma cirurgia de redesignação sexual (uma "operação de mudança de sexo") para combinar meu corpo externo com minha mente interna. "
A desconstrução de Blanchard
Em 2008, Ray Blanchard apresentou a ideia na forma de uma teoria em um comentário intitulado "Desconstruindo a Narrativa da Essência Feminina", no qual ele lista o que considera ser "os princípios centrais da teoria da essência feminina", e então refuta cada um deles. estes princípios: 
1. Transexuais homem-mulher são, em algum sentido literal e não apenas figurativo, mulheres dentro de corpos de homens.
2. Existe apenas um tipo de mulher, portanto só pode haver um tipo de (verdadeiro) transexual homem-para-mulher
3. .As aparentes diferenças entre transexuais homem-mulher são relativamente superficiais e irrelevantes para a unidade básica da síndrome transexual.
4. Os transexuais homem-mulher não têm características únicas, comportamentais ou psicológicas que estejam ausentes em homens e mulheres típicos.[13]

## Pesquisa neuroanatômica
De acordo com Bailey e Triea, uma das previsões baseadas na teoria da essência feminina é que os transexuais homem-mulher possuiriam anatomia cerebral feminina em vez de masculina.
Outras descobertas
O principal suporte para a narrativa da essência feminina é que muitos transexuais homem-mulher dizem que sentem que isso é verdade; muitos relatos autobiográficos e clínicos de ou sobre indivíduos transexuais contêm variações da afirmação de ter uma alma feminina ou da necessidade de fazer com que o corpo externo se assemelhe ao eu interior ou verdadeiro.
Os críticos desta narrativa consideram-na inconsistente com os resultados de suas pesquisas. Blanchard relatou ter descoberto que existem dois, e não um, tipos de transexuais homem-mulher e que eles diferem no que diz respeito aos seus interesses sexuais, se foram abertamente atípicos em termos de gênero na infância,com a facilidade com que se passam por mulheres, as idades em que decidem fazer a transição para o sexo feminino, ordem de nascimento e altura e peso físicos. Também houve descobertas de que os grupos diferem na forma como respondem à mudança de sexo e na probabilidade de se arrependerem de terem feito a transição.

## Papel da comunidade médica
Como a comunidade médica tem diretrizes sobre quais tipos de indivíduos se qualificam para a cirurgia de redesignação sexual, as pessoas transexuais às vezes adotam e contam a história que acreditam que melhor as ajudará a se qualificarem – a “narrativa da essência feminina” – e se representam como “essencialmente femininas”. o que pode explicar pelo menos parte da prevalência da narrativa da essência feminina.

## Terminologia
A frase "alma feminina encerrada em um corpo masculino" ( anima muliebris in corpore virili inclusa ) foi introduzida em 1868 por Karl-Heinrich Ulrichs, não para descrever transexuais homem-mulher, mas para descrever um tipo de homem gay que se auto identificada como feminina. Os principais sexólogos do século XIX adotaram a ideia de que um homossexual era “uma alma feminina num corpo masculino, uma condição derivada de um erro na diferenciação embrionária”. Aqueles homossexuais que se sentiam mulheres foram categorizados, "no interesse da precisão científica", como " Urnings " ( uranianos ingleses).